# Dampierre-et-Flée
Dampierre-et-Flée är en kommun i departementet Côte-d'Or i regionen Bourgogne-Franche-Comté i östra Frankrike. Kommunen ligger i kantonen Fontaine-Française som tillhör arrondissementet Dijon. År 2022 hade Dampierre-et-Flée 136 invånare.

## Befolkningsutveckling
Antalet invånare i kommunen Dampierre-et-Flée
Referens:INSEE